# Кубок памяти Ивана Ярыгина 2024
Международный турнир памяти Ивана Ярыгина 2024 года, который прошёл с 24 по 28 января в Красноярске во Дворце Ивана Ярыгина.

## Медалисты[3][4]

### Вольная борьба (мужчины)
| Категория | Золото                                                    | Серебро                                               | Бронза                               |
| --------- | --------------------------------------------------------- | ----------------------------------------------------- | ------------------------------------ |
| до 57 кг  | Заур Угуев · Дагестан                                     | Муса Мехтиханов · Дагестан                            | Гуломжон Абдуллаев · Узбекистан      |
| до 57 кг  | Заур Угуев · Дагестан                                     | Муса Мехтиханов · Дагестан                            | Ахмед Идрисов · Дагестан             |
| до 61 кг  | Абасгаджи Магомедов · Дагестан                            | Муслим Мехтиханов · Дагестан                          | Сардор Рузимов · Узбекистан          |
| до 61 кг  | Абасгаджи Магомедов · Дагестан                            | Муслим Мехтиханов · Дагестан                          | Кежик Монгуш · Тыва                  |
| до 65 кг  | Гаджимурад Рашидов · Дагестан                             | Тумур-Очирын Тулга · Монголия                         | Далгат Абдулкадыров · Дагестан       |
| до 65 кг  | Гаджимурад Рашидов · Дагестан                             | Тумур-Очирын Тулга · Монголия                         | Арипгаджияв Абдулаев · Дагестан      |
| до 70 кг  | Курбан Шираев · Дагестан                                  | Иналбек Шериев · Московская область                   | Магомед-Башир Ханиев · Азербайджан   |
| до 70 кг  | Курбан Шираев · Дагестан                                  | Иналбек Шериев · Московская область                   | Айсен Потапов · Якутия               |
| до 74 кг  | Магомедхабиб Кадимагомедов · Беларусь                     | Давид Баев · Ханты-Мансийский автономный округ — Югра | Магома Дибиргаджиев · Дагестан       |
| до 74 кг  | Магомедхабиб Кадимагомедов · Беларусь                     | Давид Баев · Ханты-Мансийский автономный округ — Югра | Бекзод Абдурахмонов · Узбекистан     |
| до 79 кг  | Халид Яхиев · Чечня                                       | Магомед Магомаев · Брянская область                   | Ахмед Усманов · Дагестан             |
| до 79 кг  | Халид Яхиев · Чечня                                       | Магомед Магомаев · Брянская область                   | Касум Касумов · Дагестан             |
| до 86 кг  | Артур Найфонов · Ханты-Мансийский автономный округ — Югра | Арслан Багаев · Москва                                | Тажитин Акаев · Москва               |
| до 86 кг  | Артур Найфонов · Ханты-Мансийский автономный округ — Югра | Арслан Багаев · Москва                                | Малик Шаваев · Дагестан              |
| до 92 кг  | Магомед Курбанов · Дагестан                               | Мохаммад Мобин Азими · Иран                           | Азамат Закуев · Крым                 |
| до 92 кг  | Магомед Курбанов · Дагестан                               | Мохаммад Мобин Азими · Иран                           | Мустафагаджи Малачдибиров · Дагестан |
| до 97 кг  | Абдулрашид Садулаев · Дагестан                            | Шамиль Мусаев · Дагестан                              | Рамазан Шабанов · Дагестан           |
| до 97 кг  | Абдулрашид Садулаев · Дагестан                            | Шамиль Мусаев · Дагестан                              | Александр Гуштын · Беларусь          |
| до 125 кг | Зелимхан Хизриев · Санкт-Петербург                        | Анзор Хизриев · Санкт-Петербург                       | Никита Хабаров · Якутия              |
| до 125 кг | Зелимхан Хизриев · Санкт-Петербург                        | Анзор Хизриев · Санкт-Петербург                       | Дэн Чживэй · Китай                   |

### Вольная борьба (женщины)
| Категория | Золото                                       | Серебро                              | Бронза                                   |
| --------- | -------------------------------------------- | ------------------------------------ | ---------------------------------------- |
| до 50 кг  | Мария Тюмерекова · Кемеровская область       | Мунхгерел Мункбат · Монголия         | Полина Лукина · Ростовская область       |
| до 50 кг  | Мария Тюмерекова · Кемеровская область       | Мунхгерел Мункбат · Монголия         | Наталья Пудова · Хакасия                 |
| до 53 кг  | Наталья Малышева · Хакасия                   | Анжелика Ветошкина · Санкт-Петербург | Милана Дадашева · Дагестан               |
| до 53 кг  | Наталья Малышева · Хакасия                   | Анжелика Ветошкина · Санкт-Петербург | Ирина Ологонова · Бурятия                |
| до 55 кг  | Хулан Батхуяг · Монголия                     | Отгонтуя Баянмунх · Монголия         | Александра Скиренко · Краснодарский край |
| до 55 кг  | Хулан Батхуяг · Монголия                     | Отгонтуя Баянмунх · Монголия         | Бат-Очирын Болортуяа · Монголия          |
| до 57 кг  | Вероника Чумикова · Чувашия                  | Гантуя Энхбат · Монголия             | Марина Симонян · Ростовская область      |
| до 57 кг  | Вероника Чумикова · Чувашия                  | Гантуя Энхбат · Монголия             | Кристина Михнева · Крым                  |
| до 59 кг  | Анастасия Сидельникова · Кемеровская область | Сумия Эрденечимег · Монголия         | Кальмира Билимбекова · Кыргызстан        |
| до 59 кг  | Анастасия Сидельникова · Кемеровская область | Сумия Эрденечимег · Монголия         | Светлана Липатова · Татарстан            |
| до 62 кг  | Церенчимед Сухэ · Монголия                   | Кристина Сазыкина · Беларусь         | Жаркынай Нурлан кызы · Кыргызстан        |
| до 62 кг  | Церенчимед Сухэ · Монголия                   | Кристина Сазыкина · Беларусь         | Дарья Бобрулько · Брянская область       |
| до 65 кг  | Динара Кудаева · Красноярский край           | Амина Танделова · Крым               | Елизавета Петлякова · Санкт-Петербург    |
| до 65 кг  | Динара Кудаева · Красноярский край           | Амина Танделова · Крым               | Энхджин Тувшинджаргал · Монголия         |
| до 68 кг  | Ханум Велиева · Красноярский край            | Алина Шевчук · Беларусь              | Набира Эссенбаева · Узбекистан           |
| до 68 кг  | Ханум Велиева · Красноярский край            | Алина Шевчук · Беларусь              | Анастасия Парохина · Сахалинская область |
| до 72 кг  | Болортунгалаг Зоригт · Монголия              | Очирбатын Бурма · Монголия           | Нурзат Нуртаева · Кыргызстан             |
| до 72 кг  | Болортунгалаг Зоригт · Монголия              | Очирбатын Бурма · Монголия           | Олеся Безуглова · Санкт-Петербург        |
| до 76 кг  | Энх-Амарын Даваанасан · Монголия             | Уртнасан Ган-Очир · Монголия         | Кристина Шумова · Красноярский край      |
| до 76 кг  | Энх-Амарын Даваанасан · Монголия             | Уртнасан Ган-Очир · Монголия         | Екатерина Букина · Московская область    |